# Ceriana rachmaninovi
Ceriana rachmaninovi är en tvåvingeart som först beskrevs av Violovitsh 1981.  Ceriana rachmaninovi ingår i släktet griffelblomflugor, och familjen blomflugor. Inga underarter finns listade i Catalogue of Life.